# Liên Châu, Yên Lạc
Liên Châu là một xã thuộc huyện Yên Lạc, tỉnh Vĩnh Phúc, Việt Nam.
Xã Liên Châu có diện tích 8.56 km², dân số năm 1999 là 8196 người, mật độ đạt 957 người/km².